# گریگور سونی
گریگور میرزایان سونی (ارمنی: Գրիգոր Միրզայեան Սիւնի؛ انگلیسی: Grikor Mirzaian Suni)؛ ۱۰ سپتامبر ۱۸۷۶ – ۱۸ دسامبر ۱۹۳۹) یک آهنگساز و موسیقی‌دان اهل ارمنستان بود.

## زندگی‌نامه
بین سال‌های ۱۸۹۱ تا ۱۸۹۵ میلادی به همراه کومیتاس وارداپت موسیقی را در فرهنگستان کلیسای جامع اچمیادزین آموخت و سپس به سن پترزبورگ نقل مکان نمود جایی که بین سال‌های ۱۸۹۵ تا ۱۹۰۴ میلادی به همراه نیکولای ریمسکی-کورساکف، الکساندر گلازونف، آناتولی لیادوف آموزش موسیقی دید.
پدر پدربزرگ وی رئیس خنیاگران دربار فتحعلی‌شاه قاجار بود. نوه وی، رونالد گریگور سانی استاد علوم سیاسی در دانشگاه شیکاگو است.